# هارامبی
هارامبی (انگلیسی: Harambe) یک گوریل جلگه‌ای غربی بود که در باغ‌وحش سینسینتی می‌زیست. در ۲۹ مه ۲۰۱۶ یک پسر سه‌ساله که به بازدید باغ‌وحش آمده بود از زیر حصار به داخل محوطه بیرونی گوریل‌ها رفت که هارامبی او را گرفت و به شدت کشیده و پرتاب کرد. یکی از کارگران باغ وحش از ترس جان پسر بچه، هارامبی را با شلیک گلوله کشت. این حادثه به صورت ویدئویی ضبط شد و بازتاب و تفسیر گسترده بین‌المللی از جمله بحث بر سر انتخاب استفاده از نیروی مرگبار دریافت کرد. تعدادی از نخستی‌شناس‌ها و حافظان محیط زیست بعدها نوشتند که باغ وحش در این شرایط چارهٔ دیگری نداشت.